# Elecciones presidenciales de Ecuador de 1938 (Diciembre)
Las elecciones presidenciales de Ecuador de 1938 fueron una elección indirecta realizada por la 15º Asamblea Constituyente del Ecuador para elegir al Presidente Constitucional del Ecuador para el período 1938 - 1942.

## Antecedentes
El 2 de diciembre de 1938, el presidente interino Manuel María Borrero renunció a su cargo por presiones políticos y bloqueo en la asamblea, por lo que se apresuró la elección del presidente constitucional, al todavía no finalizar la asamblea constituyente, siendo convocada la elección para el mismo día.
En un inicio hubo dos candidaturas fuertes: el candidato por el partido oficialista liberal, Aurelio Mosquera Narváez, apoyado por los conservadores; y Francisco Arízaga Luque, presidente de la asamblea constituyente, apoyado por los socialistas, independientes y liberales disidentes. Se dieron varias votaciones, en las que ningún candidato obtuvo los votos necesarios para ser electo, la mayoría de los socialistas decidieron apoyar a Mosquera Nárvaez, en vez de su candidato Arízaga quién declinó su candidatura, para poder dar estabilidad al país.
Dos socialistas disidentes votaron por Carlos Cueva Tamariz y 2 liberales disidentes votaron por el expresidente interino Manuel María Borrero.

## Candidatos y resultados
| Partido                       | Partido                             | Presidente                                 | Cargos Previos                                       | Votos |
| ----------------------------- | ----------------------------------- | ------------------------------------------ | ---------------------------------------------------- | ----- |
|                               | Partido Liberal Radical Ecuatoriano | Aurelio Mosquera Narváez                   | Vicepresidente de la Cámara del Senado (1930 - 1931) | 32    |
| Manuel María Borrero González | Partido Liberal Radical Ecuatoriano | Presidente Interino de la República (1938) | 2                                                    |       |
|                               | Partido Socialista Ecuatoriano      | Carlos Cueva Tamariz                       | Ministro de Gobierno (1932)                          | 2     |
| Abstenciones                  | Abstenciones                        | Abstenciones                               | Abstenciones                                         | 14    |

Fuente:

## Efectos de la elección
Esta elección tiene la particularidad de que el presidente electo, Aurelio Mosquera Narváez, decidió no promulgar la nueva constitución política sino restaurar Constitución de 1906. 
Mosquera, ante las restricciones y libertades que proponía la nueva constitución, las cualés afectaban su capacidad de gobernabilidad y la agenda del Partido Liberal, decidió disolver la asamblea constituyente que se encontraba ejerciendo como Congreso Nacional transitorio, no promulgar la nueva constitución que se encontraba en un limbo jurídico, al estar en funciones pero sin estar legalmente ejecutoriada, y convocar a elecciones extraordinarias para el Congreso Nacional Bicameral, según lo estipulado en la constitución de 1906, otorgándole poderes extraordinarios constituyentes, forzando esta decisión a través de represión política.
El Congreso se instauró en febrero de 1939, el cual legalizó la restauración de la constitución de 1906 reformada, adoptando varios artículos de la constitución de 1938, incluyendo la ratificación del mandato constitucional de Mosquera para el período 1938 - 1942.